# ملیندا پیج همیلتون
ملیندا پیج همیلتون (انگلیسی: Melinda Page Hamilton؛ زادهٔ ۲۲ اوت ۱۹۷۴) یک هنرپیشه اهل ایالات متحده آمریکا است. وی از سال ۱۹۹۷ میلادی تاکنون مشغول فعالیت بوده‌است. 